# Erftlandring
Der Erftlandring ist eine permanente Outdoor-Kartbahn am Ortsrand des für den Tagebau Hambach bereits größtenteils abgerissenen Kerpener Ortsteils Manheim-Alt in einer ehemaligen Kiesgrube in Nachbarschaft zum Naturschutzgebiet Bürgewald Steinheide. Die Hauptstrecke ist 1107 Meter lang, kann in beide Richtungen befahren werden, ist jedoch für Wettbewerbe gegen den Uhrzeigersinn eingerichtet. Eigentümer der Bahn und des Grundstücks ist RWE, der Verein Rennsportfreunde Wolfgang Graf Berghe von Trips, Kart-Club Kerpen e. V. im ADAC ist aufgrund des Hinundhers um den Tagebau im Rahmen des Kohleausstiegs nur noch Pächter.

## Geschichte
Die „alte“ seit Ostern 1965 betriebene Kart-Bahn der „Rennsportfreunde Graf Berghe von Trips“ in Horrem nordöstlich der damals gräflichen Burg Hemmersbach war nur 500 m lang und wurde in den 1970er Jahren für internationale Wettbewerbe zu klein, auch gab es Probleme mit Lärmbelästigung aufgrund näher kommender Wohnbebauung. Bereits 1977 konnte man ein Ersatzgelände ausfindig machen, die Kiesgrube wurde aber erst Ende 1979 frei. Nach kaum dreimonatiger Bauzeit wurde im März 1980 die 1107 m lange neue Kartbahn „Erftlandring“ eröffnet, damals Deutschlands längste. Die alte Bahn wurde gleichzeitig aufgegeben, in den 2000er Jahren wurde dort eine Wohnsiedlung errichtet, die Straße heißt „Zur Alten Kartbahn“. Seit 1997 gibt es in Kerpen-Sindorf zudem das „Michael Schumacher Kart & Event-Center“ mit Indoor-Kartbahn, das 2002 auch um eine 710 m lange enge Außenstrecke ergänzt wurde.
Bereits 1981 fand auf der neuen Kartbahn die Kart-Europameisterschaft statt, weitere nationale und internationale Meisterschaften folgten.
Hier fuhren spätere Stars wie Ayrton Senna, Christian Fittipaldi, Mika Häkkinen und Allan McNish. Für viele ehemalige und aktuelle Formel-1-Rennfahrer wie Michael Schumacher, seinen Bruder Ralf, Heinz-Harald Frentzen, Nick Heidfeld und Sebastian Vettel war diese Strecke als Clubstrecke ihre Hausstrecke.
Die Eltern der Schumacher-Brüder waren in den 1980er-Jahren bei der Kerpener Bahn beschäftigt bzw. Pächter der Anlage. Zwischenzeitlich gehörte dem Club ein Drittel der Anlage und der Familie Michael Schumachers zwei Drittel. Das Start- und Zielhaus wurde 1998 errichtet, vor Ort boten gewerbliche Dienstleister Karts, Zubehör und Bekleidung an.
Allerdings bedrohte der 1978 begonnene Braunkohletagebau Hambach durch Ausweitung die Strecke in den 2010er Jahren zunehmend. Ab 2008 wurde 13 km der Bundesautobahn A4 um 1,7 km nach Süden verlegt. Ursprünglich war der Abriss des Erftlandrings geplant, da die geplante Ausweitung des Tagebaus nach Südosten vorsah, dass sowohl der Ort Kerpen-Manheim als auch die Kartbahn zum Tagebaugebiet wird. Ein Strecken-Neubau bei einem Motocross-Gelände nördlich des Tagebaus wurde in Erwägung gezogen. Im Februar 2018 beschloss die Jahreshauptversammlung des Kart-Clubs Kerpen, das Entschädigungsangebot von RWE anzunehmen.
Damit wäre das Schicksal der Strecke besiegelt gewesen, doch der Widerstand gegen den Tagebau allgemein sowie gegen Kohleverstromung zeigte politische Wirkung. Durch die im Januar 2020 bestätigte Verschonung des Bürgewaldes durch den Tagebau wird auch das Gelände der Kartbahn nun nicht mehr abgebaggert.

2021 schloss der Kart-Club mit dem Eigentümer RWE einen langjährigen Pachtvertrag, danach wurden Umbau- und Modernisierungsmaßnahmen geplant, die im Winter zu 2022 durchgeführt wurden.

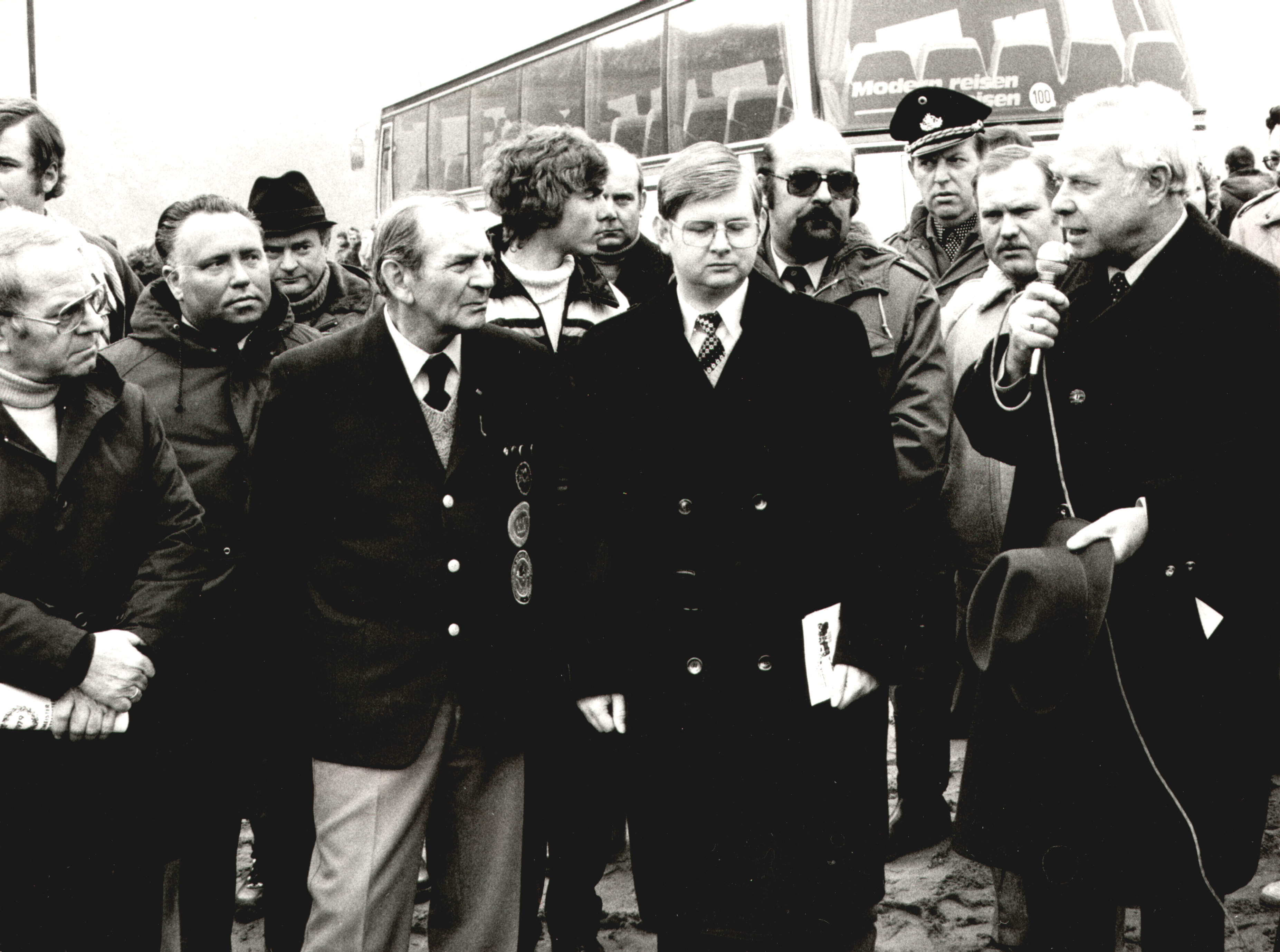
Einweihung der Strecke
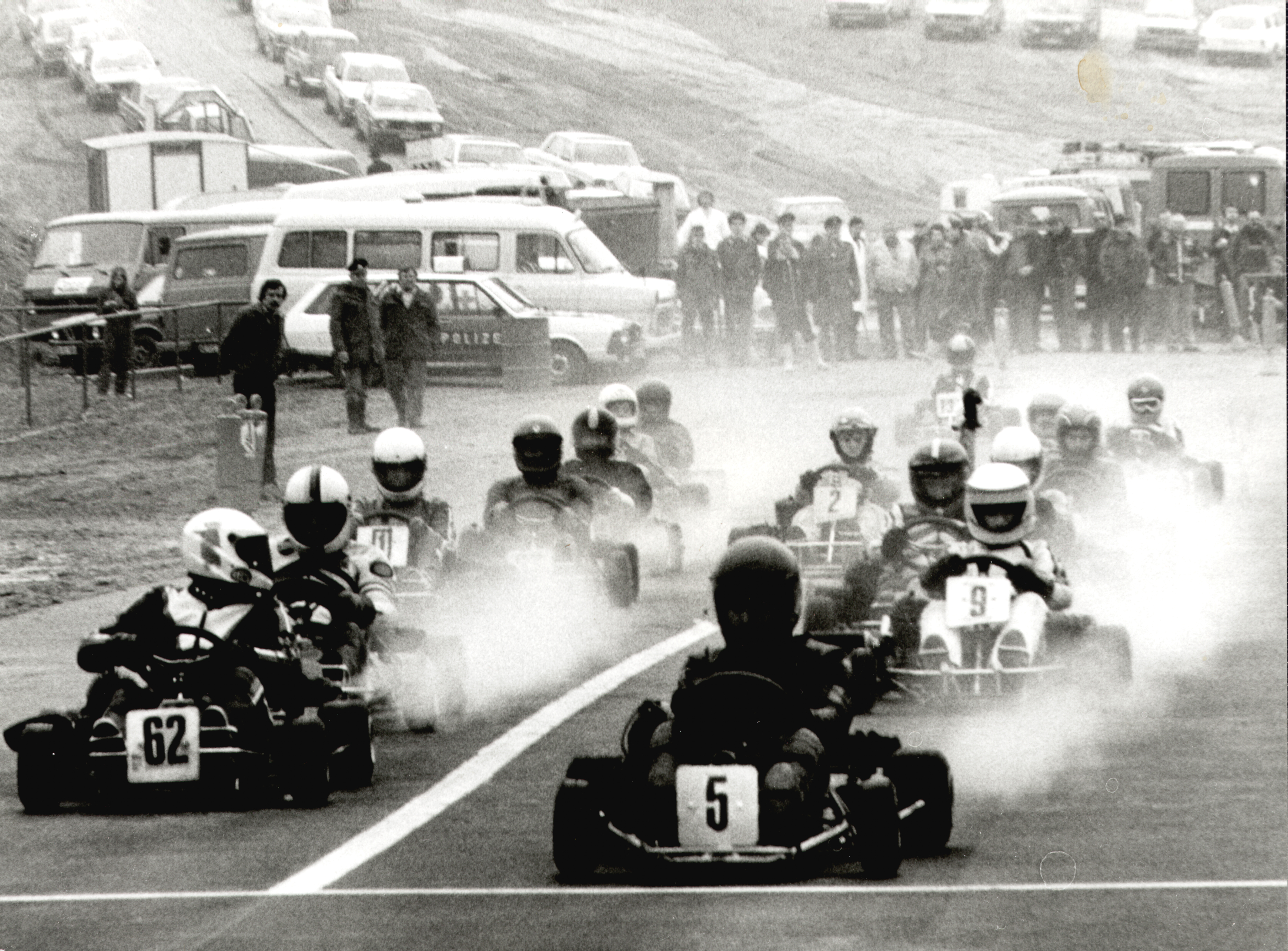
Rennen 1980
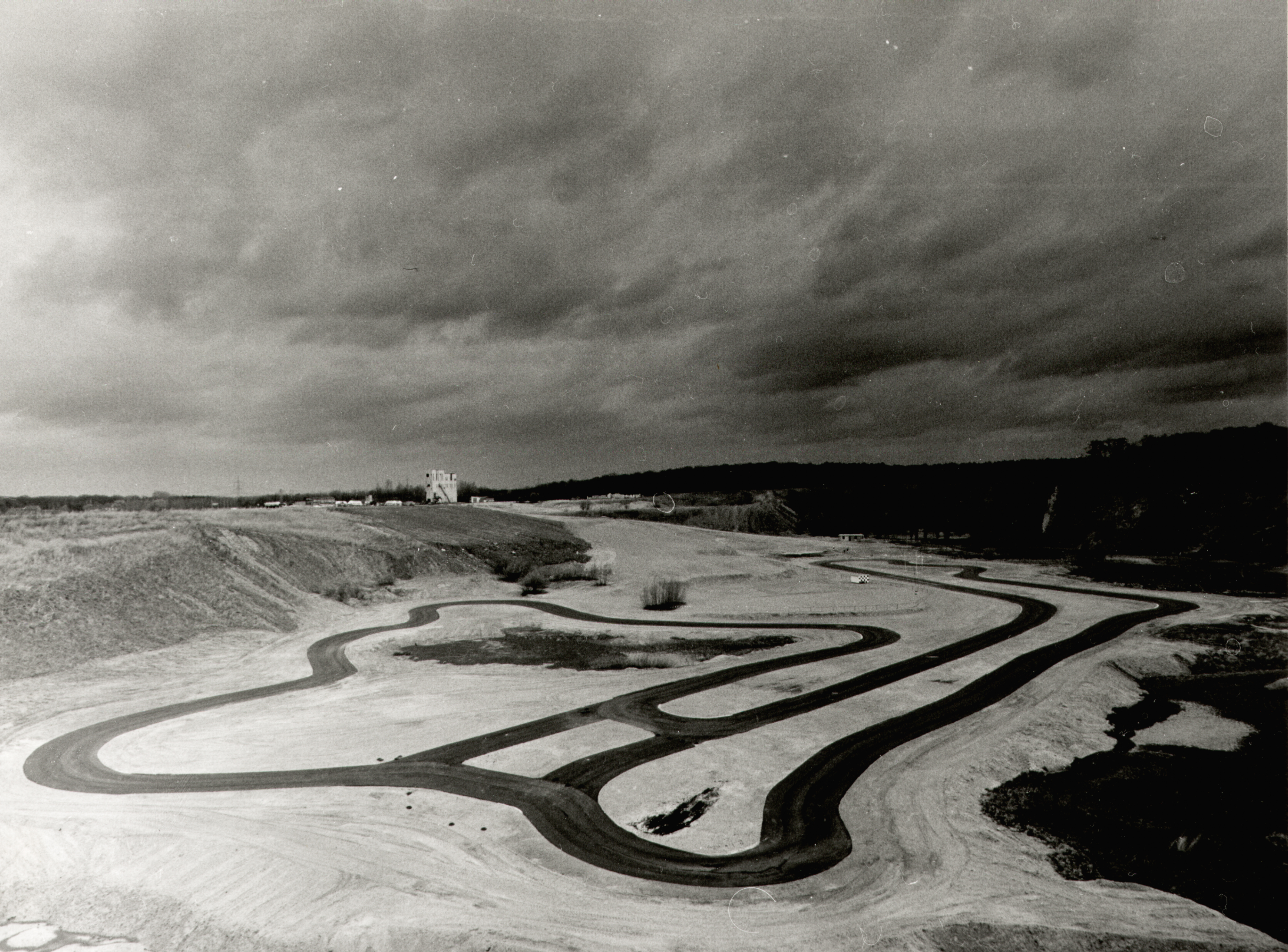
Verlauf 1980